# Salsiccia di Debrecen
La salsiccia di Debrecen o Debrecziner è un insaccato piccante, talora leggermente affumicato, diffuso principalmente in Austria (dove viene chiamato anche Debreziner), Germania meridionale ed Ungheria. Nonostante il nome, non è originaria della città di Debrecen, ma austriaca: era già diffusa a Vienna all'inizio del XIX secolo.
La compongono carne di maiale e manzo, pancetta, sale e spezie, in particolare paprica che conferisce il colore rosso e il grado di piccantezza, a seconda che sia usata paprika dolce o piccante.
È tra le specialità tradizionali riconosciute dal Ministero per la cura del Territorio e delle Foreste, la tutela dell'Ambiente e delle Acque austriaco.